# Gyromagnetisk kvot
Gyromagnetisk kvot, eller magnetogyrisk kvot, är en storhet som beskriver hur lätt en magnetisk kropp vrider sig under påverkan av ett yttre magnetfält.
Den kan definieras som förhållandet mellan kroppens magnetiska dipolmoment och dess rörelsemängdsmoment, vilket natuligt ger namnet 'magnetogyrisk kvot'. Men för en kropp som Larmor-precesserar i ett magnetfält är storheten också kvoten mellan precessionens vinkelhastighet och magnetfältets flödestäthet, vilket naturligt ger namnet 'gyromagnetisk kvot'. 
Namnet 'gyromagnetisk kvot' är vanligt inom fysik, medan 'magnetogyrisk kvot' är vanligt inom kemi och medicin. 